# 封火墙

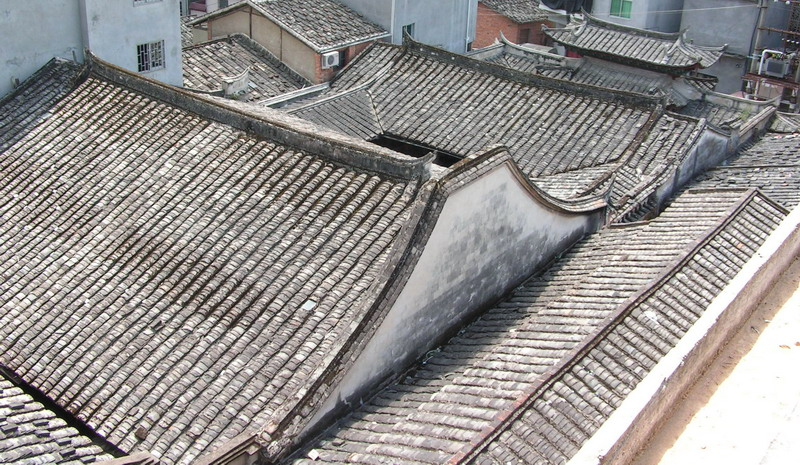
闽都式风格的封火墙，摄于福州罗源

封火墙，顾名思义，是中国传统民居聚落的一种以防火为目的的墙体建筑。有的文献也写作“风火墙”。在封火墙出现之前，人们注意到火灾通常是自下而上地顺着房柱向上蔓延，因此封火墙的最初形态是在可燃的木质墙壁、构件上涂抹灰泥，以此来提高木质构件的防火性能，后来才出现了把木柱砌于砖墙之内的立贴式（即穿斗式）的山墙——封火墙。在传统村落中，以家为单位、以围墙相连建造封火墙，能够十分有效地防范火患。
封火墙在中国各地区有着不同的造型形式：如徽派建筑中的封火墙形如马头，俗称馬頭牆；而闽都派建筑中的封火墙又酷似马鞍，亦称马鞍墙。有的地区还根据其形状的不同，用“金、木、水、火、土”五行来命名。每栋房子依其方位与建筑年代，犹如人的命一样，各有其相应的五行。有时候，一座建筑同时出现金、水或火、土的组合，要取其“相生不相克”的原理。按传统的五行封火墙装饰，其讲究是非常严格的；建屋前，要请风水先生考察，风水先生则要根据屋主的生辰八字，以五行之法推算，才能决定该屋应该采用哪种行式。